# Mohd Zafril Zuslaini
Mohammed Zafril Mohammed Zuslaini (* 21. Januar 1985) ist ein ehemaliger malaysischer Sprinter, der sich auf den 400-Meter-Lauf spezialisiert hat.

## Sportliche Laufbahn
Erste internationale Erfahrungen sammelte Mohd Zafril Zuslaini vermutlich im Jahr 2004, als er bei den Juniorenasienmeisterschaften in Ipoh in 47,83 s den fünften Platz über 400 Meter belegte. Im Jahr darauf erreichte er bei den Islamic Solidarity Games in Mekka das Halbfinale und schied dort mit 47,91 s aus und im September kam er bei den Asienmeisterschaften in Incheon mit 54,00 s nicht über die erste Runde im 400-Meter-Hürdenlauf hinaus. Im November gewann er bei den Südostasienspielen in Manila in 47,25 s die Bronzemedaille über 400 Meter hinter den Philippinern Jimar Aing und Ernie Candelario. Zudem gewann er mit der malaysischen 4-mal-400-Meter-Staffel in 3:23,27 min die Bronzemedaille hinter den Teams von den Philippinen und aus Thailand. 2006 gelangte er bei den Hallenasienmeisterschaften in Pattaya mit 51,38 s auf den fünften Platz über 400 Meter und wurde mit der Staffel disqualifiziert. Im Jahr darauf schied er bei den Asienmeisterschaften in Amman mit 48,23 s in der ersten Runde über 400 Meter aus und gelangte im Weitsprung mit 7,25 m auf Rang 13. Zudem belegte er im Staffelbewerb in 3:15,58 min den achten Platz. Anschließend schied er bei der Sommer-Universiade in Bangkok mit 48,24 s im Vorlauf über 400 Meter aus und im Dezember siegte er bei den Südostasienspielen in Nakhon Ratchasima mit 3:07,95 min in der 4-mal-400-Meter-Staffel. 2009 schied er bei den Asienmeisterschaften in Guangzhou mit 47,88 s in der ersten Runde über 400 Meter aus und belegte mit der Staffel in 3:11,37 min den siebten Platz. Anschließend siegte er bei den Südostasienspielen in Vientiane in 47,11 s über 400 Meter und gewann mit der Staffel in 3:10,19 min die Silbermedaille hinter dem Team aus Thailand. Im Juli 2010 bestritt er seinen letzten offiziellen Wettkampf und beendete daraufhin seine aktive sportliche Karriere im Alter von 25 Jahren.
2005 wurde Zuslaini malaysischer Meister im 400-Meter-Lauf sowie über 400 m Hürden.

## Persönliche Bestleistungen
- 400 Meter: 47,11 s, 17. Dezember 2009 in Vientiane
  - 400 Meter (Halle): 48,81 s, 10. Februar 2006 in Pattaya
- 400 m Hürden: 52,45 s, 22. September 2005 in Penang
- Weitsprung: 7,53 m (−0,7 m/s), 26. Mai 2006 in Pune